# Kameramagasin

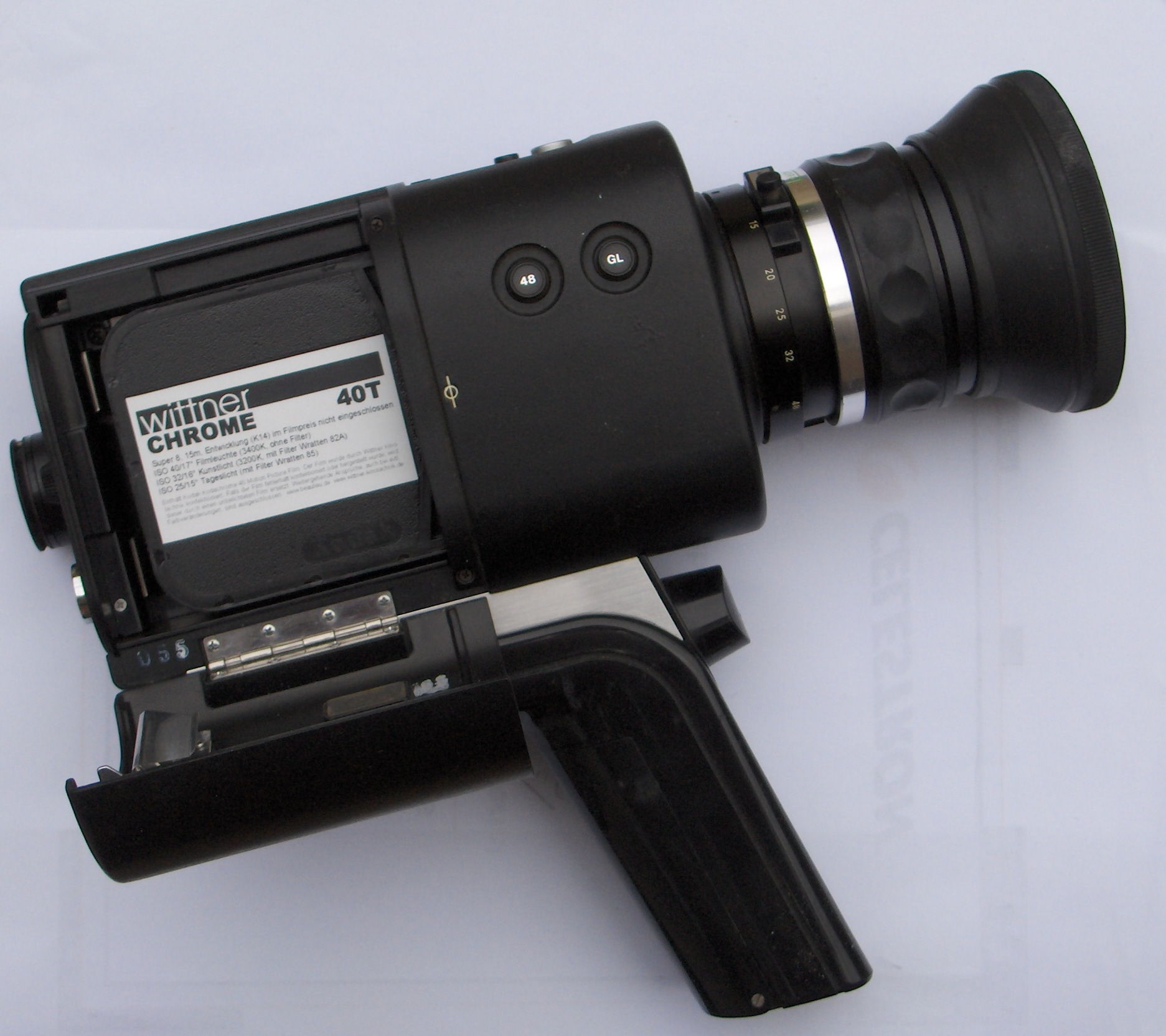
En rulle Super 8 film i en super 8 kamera.

Kameramagasin är oftast en ljustät låda med film i sig. Det kändaste exemplet på detta är förmodligen Super 8 film som introducerades år 1965 av Kodak. Det fanns även magasin med 16mm film i sig av bland annat Kodak och Siemens. Samma år som Kodak släppte Super 8 så släppte Fujifilm sin egen variant vid namn Single 8. 

## Andra användningar

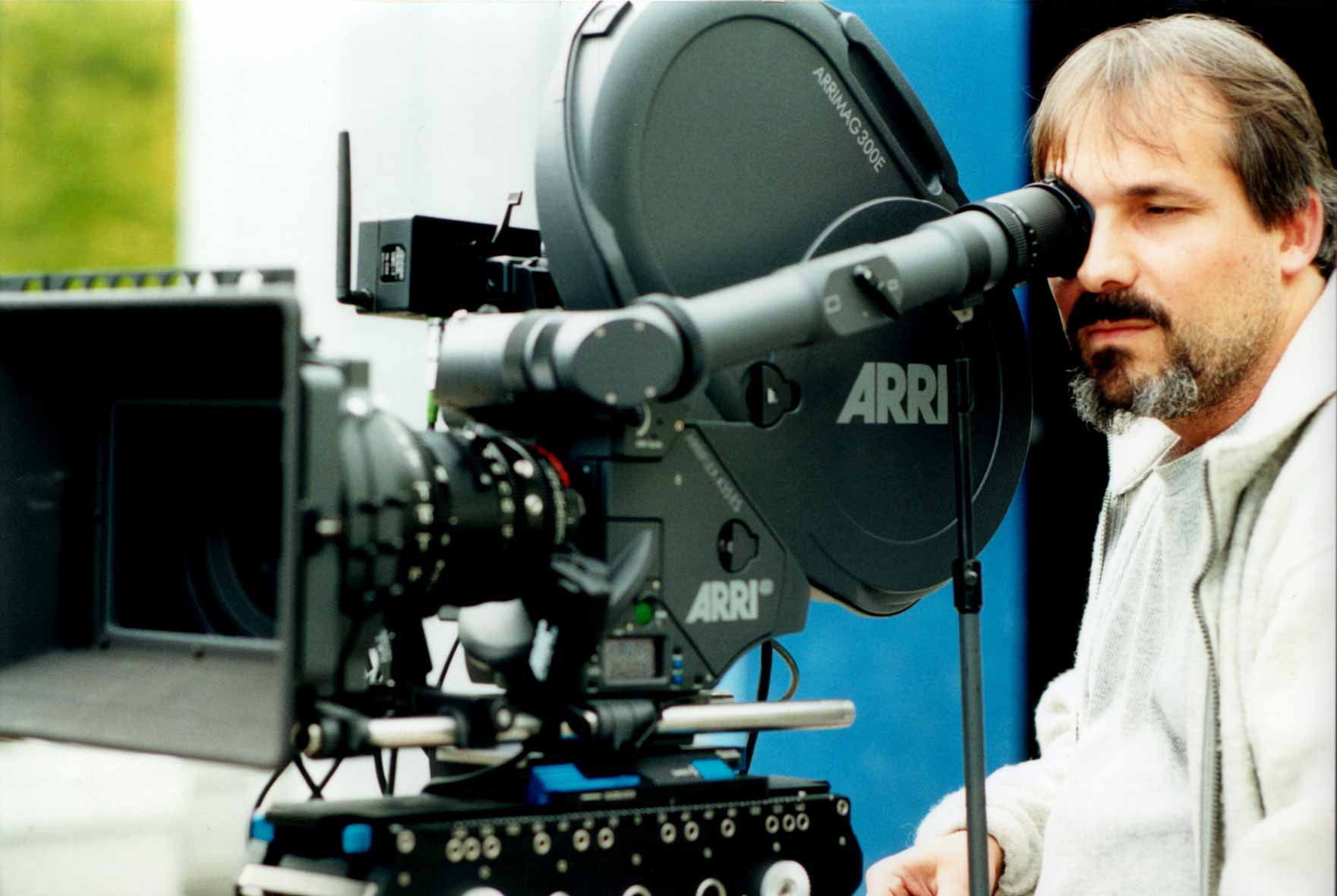
An Arri 435 filmkamera med ett kameramagasin.

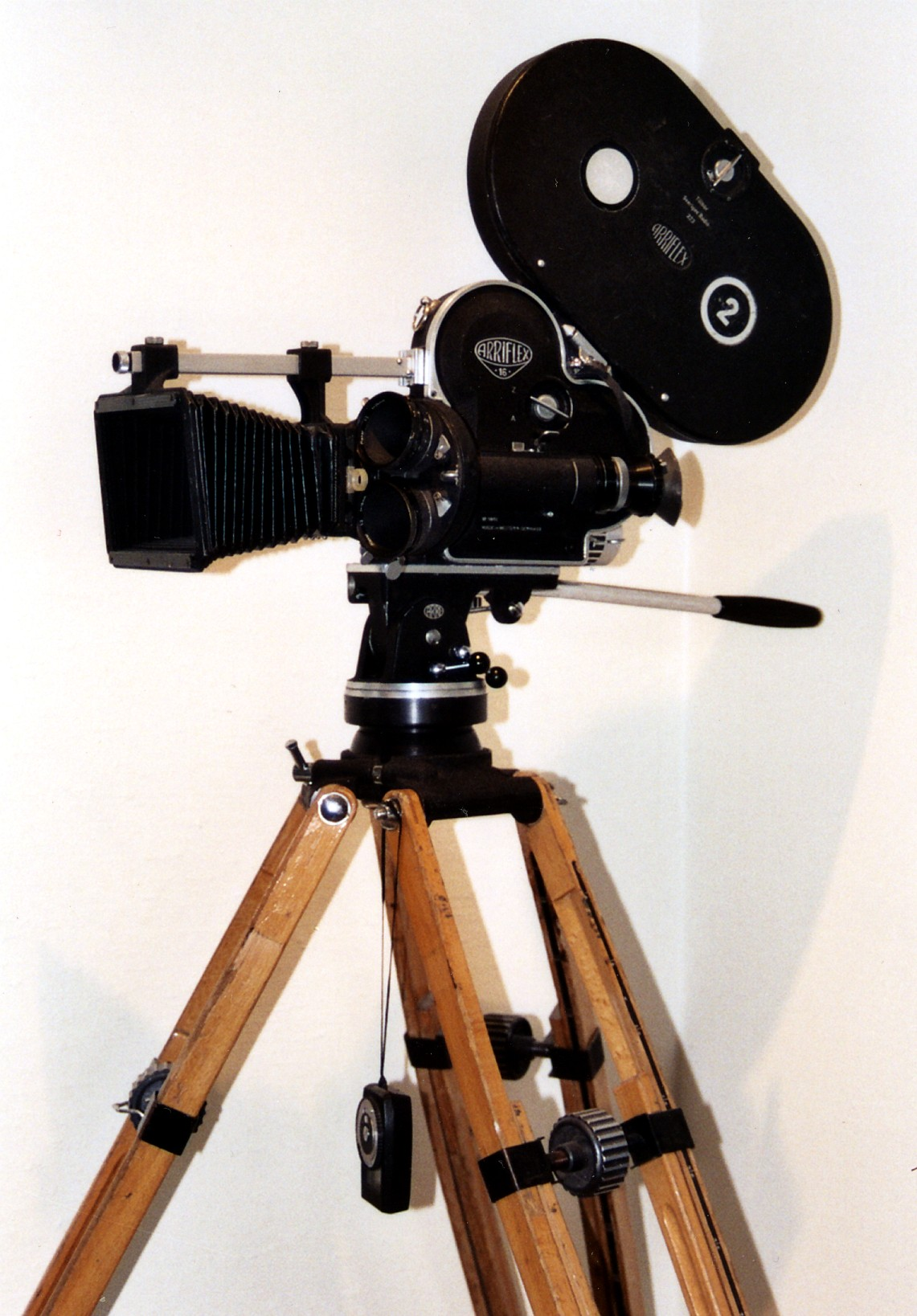
An Arri 16ST med ett 400ft magasin för 16mm film.

Det är också vanligt filmkameror använder magasin för att kunna ta längre tagningar, ofta i 200ft, 400ft, 1200ft och 2000ft rullar med 16mm, 35mm eller 65mm film. 